# 4307 Черепащук
4307 Черепащук (4307 Cherepashchuk) — астероїд головного поясу, відкритий 26 жовтня 1976 року.
Тіссеранів параметр щодо Юпітера — 3,509.